# Russula citrinochlora
Russula citrinochlora är en svampart som tillhör divisionen basidiesvampar, och som beskrevs av Rolf Singer. Russula citrinochlora ingår i släktet kremlor, och familjen kremlor och riskor. Arten är reproducerande i Sverige.